# Thames Ditton
| \| Thames Ditton \|    |
| Lage von Thames Ditton |
| Thames Ditton          |

| Thames Ditton |

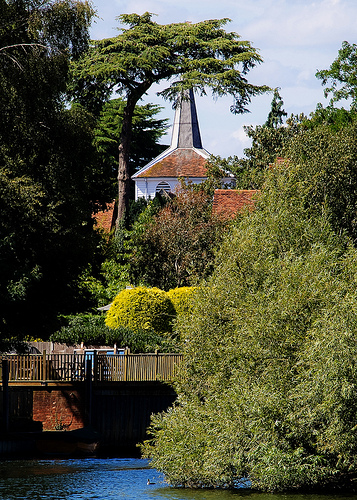
Thames Ditton: Kirche St. Nicholas von jenseits der Themse aus gesehen

Thames Ditton ist eine Ortschaft im Norden der Grafschaft Surrey, England, die unmittelbar an Greater London und die Themse angrenzt. Verwaltungstechnisch gehört sie zum Borough Elmbridge und bildet dessen nordöstlichen Abschluss.

## Lage und Einwohnerzahl
Der Ort liegt ungefähr 20 Kilometer südwestlich des Londoner Zentrums zwischen den Städten Kingston upon Thames, Surbiton, Esher und East Molesey. Neben der Themse im Norden bilden die Flüsse Mole und Ember im Westen weitere Grenzen.  Der Fluss The Rythe mündet im Ort in die Themse. Die Einwohnerzahl betrug 2001 – dem Jahr der letzten Volkszählung – 5863. Trotz seiner Lage am Rand der Vorstädte Groß-Londons behielt Thames Ditton bis heute seinen dörflichen Charakter mit zahlreichen Grünanlagen und Parks in der näheren Umgebung.

## Geschichte
Thames Ditton wird erstmals 983 n. Chr. urkundlich erwähnt, als König Æthelred seinem Minister Æthelmær neun „Hides“ (cassati = ‚Einheiten‘) Land in Thames Ditton, Surrey übertrug. Eine weitere Erwähnung findet sich in dem „Chartularium der Geschäfte der Abtei Eynsham“ (The Cartulary of the Abbey of Eynsham Transaction); darin bestätigt König Æthelred der Abtei Eynsham eine Stiftungsgründung Æthelmærs, ausgestattet unter anderem mit 20 „Hides“ Land in Esher, Surrey (das dieser von seinem Vater Æthelweard ererbt hatte, der es zuvor von Bischof Beorhthelm übertragen bekommen hatte) sowie Land in Thames Ditton, Surrey.
In der Lehnsurkunde Domesday Book aus dem Jahr 1086 erscheint Thames Ditton als Ditone und Ditune, verwaltet durch Wadard für Odo von Bayeux. Im Anschluss an die Normannische Eroberung wurde das Land an die Mönche des Priorats Merton übertragen und eine Kirche errichtet, deren Amt 1179 erstmals besetzt wurde. Erwähnung findet Thames Ditton auch in Speed’s Landkarte von Surrey aus dem Jahr 1611.
Die Ortschaft blieb – isoliert durch sumpfiges Feuchtland – bis zum Bau des Hampton Court Palace durch den Staatsmann und Kardinal Thomas Wolsey auf der gegenüberliegenden Themseseite im frühen 16. Jahrhundert eine bedeutungslose Siedlung. Nachdem Heinrich VIII. von England Wolsey entmachtet und 1525 den Palast für sich beansprucht hatte, begann Thames Ditton durch den Zuzug von Hofbediensteten und weiteren Arbeitskräften zu wachsen. Zudem erlangte der Ort dadurch Bedeutung, dass sich Thames Ditton Island zur maßgeblichen Überquerung der Themse von Surrey zum Hampton Court Palast in Middlesex entwickelte.
Während des 18. Jahrhunderts machten Wegelagerer die Umgebung des Ortes immer wieder unsicher, so dass einflussreiche Stimmen in der Gemeinde – vergeblich – organisierte Polizeikräfte einforderten. Die Folge war die Bildung einer Bürgerwehr durch rund 80 Einheimische im Anschluss an ein Treffen am 26. Januar 1792.
1801 war die Einwohnerzahl in Thames Ditton nach wie vor gering: 1288 Einwohner lebten in 265 Gebäuden; 167 Arbeitskräfte waren in der Landwirtschaft beschäftigt, 87 im Handel, in der Produktion und im Handwerk. Viele im Ort Ansässige arbeiteten aufgrund der hohen Anzahl an Villen und Herrenhäusern in der Umgebung als Hausangestellte und Hilfskräfte, einige im Hampton Court Palast.
Im 19. Jahrhundert wuchs die Ortschaft beständig, insbesondere mit dem Eisenbahnanschluss nach London im Jahr 1849 durch die London and South Western Railway und den Bau der ersten Schulen. Die größte Veränderung brachte die Ausbreitung der benachbarten Londoner Vorstädte.
Wohlhabende wie Charlotte FitzGerald-de Ros – die 21. Baroness de Ros – ermöglichten, dass 1812 der Betrieb einer ersten staatlichen Schule für Mädchen in Thames Ditton aufgenommen werden konnte, von denen einige aus dem benachbarten Orten Molesey und Tolworth kamen. Eine erste Lehranstalt für Jungen wurde in Thames Ditton 1818 eingerichtet. Weitere Schulen folgten, als Wichtigste das Esher College, ein Sixth Form College mit gegenwärtig etwa 1500 Schülern zwischen 16 und 19 Jahren.
Wichtigstes Areal für Industrie und Gewerbe sind die Ferry Works in unmittelbarer Themse-Nähe. Das Unternehmen Willans and Robinson hatte dort Ende des 19. Jahrhunderts seinen Sitz. Ihre schnelllaufenden Dampfmaschinen lieferten nicht nur Strom für die eigene Produktion, sondern auch die angrenzenden weiteren Industrie- und Gewerbebetriebe; eine dieser sogenannten Willans Engines ermöglichte beispielsweise die erste Stromversorgung im Wiener Opernhaus. In diesem Gewerbegebiet war zu Beginn des 20. Jahrhunderts auch die Gießerei Burton ansässig, die damals auf ihrem Gebiet führend war und die Bronzestatue des Eros für den Piccadilly Circus, die Quadriga auf dem Wellington Arch und viele weitere Großstatuen goss, die sich noch heute im Vereinigten Königreich und den früheren Kolonien befinden.
Von 1911 bis 1984 war Thames Ditton (lange Jahre in einem Teil der Ferry Works) Stammsitz der Automobil-Manufaktur AC Cars, die in den späten 1920er-Jahren zeitweise zu Englands größtem Automobilhersteller aufstieg, ehe sie durch die Weltwirtschaftskrise 1930 stark getroffen wurde. Zahlreiche Rekordfahrten und Rennsiege auf der benachbarten Brooklands-Rennstrecke hatten die Marke im Vereinigten Königreich berühmt gemacht. In den 1950er- und 1960er-Jahren erlebte das Familienunternehmen mit dem Sportwagen AC Ace und der legendären AC Cobra, einer gemeinschaftlichen Entwicklung mit Carroll Shelby und Ford, neue wirtschaftliche und sportliche Blütezeiten. AC Cars beendete die eigene Fahrzeugfertigung in Thames Ditton mit dem Modell AC 3000ME im Jahr 1984, womit eine Tradition von 73 Jahren Automobilproduktion, darunter die letzten 54 Jahre unter Führung der Familie Hurlock endete.
Von 1948 bis 1968 hatte Rola/Celestion, ein Hersteller von Lautsprechern, der in den 1950er-Jahren in Großbritannien einen Marktanteil von zeitweise über 50 % hatte, seinen Stammsitz in einem Teil der Ferry Works in Thames Ditton. Eine weitverbreitete Lautsprecherserie trug den Namen Ditton. Heute sind an dieser Örtlichkeit unter anderem ein großes Fernseh-Produktionsunternehmen und ein Maschinenhersteller ansässig.
Das Milk Marketing Board, eine staatliche Behörde zur Förderung der Milchproduktion und -vermarktung im Vereinigten Königreich, hatte von seiner Gründung im Jahr 1933 bis zu seiner Auflösung 1994 seinen Hauptsitz in Thames Ditton; es stellte viele Arbeitsplätze bereit, sponserte lange den örtlichen Cricket Club und förderte finanziell viele Bereiche des kulturellen Lebens der Ortschaft.
1968 erlebte Thames Ditton ein Jahrhunderthochwasser, als die Flüsse Mole und Ember – zurückgestaut durch die Themse – für mehrere Tage über die Ufer traten.

## Heutige Situation

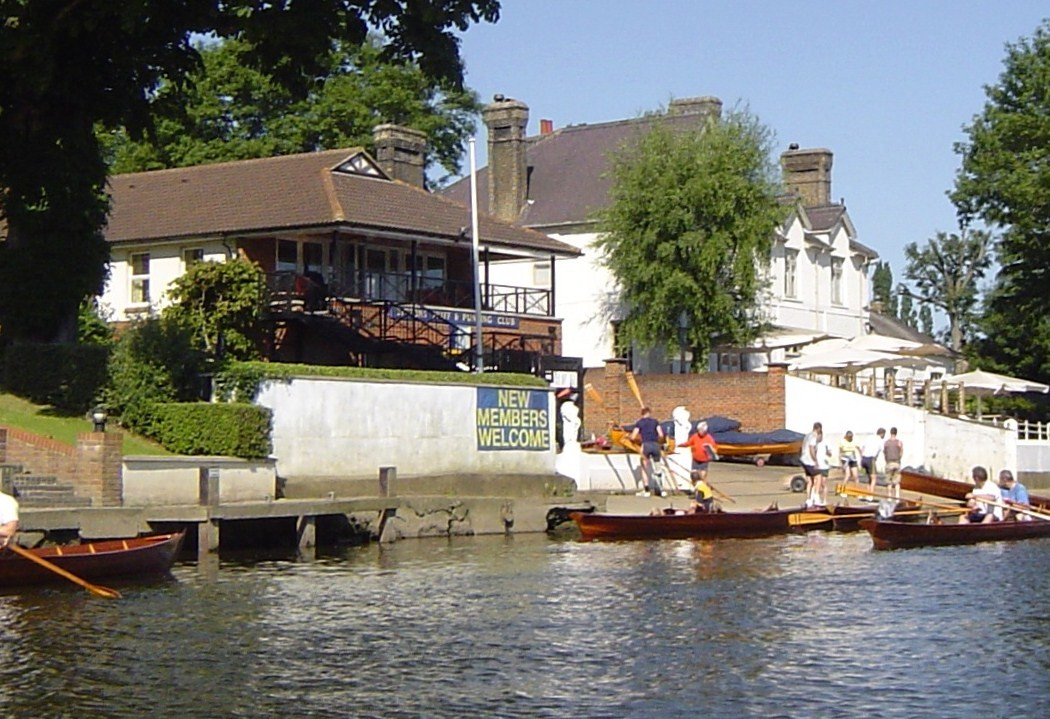
Anlagen des örtlichen Ruderclubs an der Themse

Das Zentrum der Ortschaft bildet die High Street mit einer Mischung aus Wohn-, Büro- und Geschäftshäusern. Politisch ist Thames Ditton traditionell konservativ geprägt. Sehenswürdigkeiten bzw. kulturelle Mittelpunkte sind die Kirche St. Nicholas, die Grünanlage Giggs Hill Green und die Vera-Fletcher-Halle.
Durch die Nähe zu London sowie die gute Eisenbahn- und Straßenanbindung ist Thames Ditton heute eine beliebte kleine, von Park- und Grünanlagen umgebene Pendlerstadt; viele pendeln auch von außerhalb nach Thames Ditton, so in die ausgedehnten Gewerbegebiete oder zum Esher College. Die Bahnstation von Thames Ditton liegt an der Eisenbahnstrecke London Waterloo – Hampton Court. Die Fahrzeit von Thames Ditton nach London Waterloo beträgt ungefähr 35 Minuten (eine schnellere Verbindung besteht ab Surbiton).
Das gesellschaftliche Leben Thames Dittons wird stark von den zahlreichen Sportvereinen geprägt, so dem Cricket Club (gegründet 1833), dem Thames Ditton Lawn Tennis Club, dem Thames Ditton Squash Club (mit oftmaligem Gewinn der nationalen Clubmeisterschaft sowie Erfolgen bei den Europameisterschaften) sowie mehreren Rugby-, Fußball- und Hockeymannschaften. Große Sportereignisse sind die Ruderwettbewerbe Hampton Court and Dittons Regatta sowie die des 1923 gegründeten Dittons Skiff and Punting Club auf der Themse.

## Mit Thames Ditton verbundene Personen

### Historische Personen, die längere Zeit in Thames Ditton lebten
- Lord Henry FitzGerald (1761–1829), Politiker
- Charlotte FitzGerald-de Ros, 21. Baroness de Ros (1769–1831), Adlige, Ehefrau des Vorgenannten
- Arthur Onslow (1691–1768), Politiker, Amts- und Würdenträger
- George Onslow, 1. Earl of Onslow (1731–1814), Politiker, Adliger
- Edward Sugden, 1. Baron St. Leonards (1781–1875), Anwalt, Richter und Politiker
- Hewett Watson (1804–1881), Botaniker, Arzt und Phrenologe

### Weitere Persönlichkeiten mit Bezug zu Thames Ditton
- Christian de Duve (* 2. Oktober 1917 in Thames Ditton; † 4. Mai 2013), belgischer Biochemiker und Nobelpreisträger
- William Hartnell (* 8. Januar 1908, St. Pancras, London; † 23. April 1975, Marden, Kent), englischer Theater- und Filmschauspieler („Doctor Who“), lebte lange Jahre in Thames Ditton
- Laurence Naismith (* 14. Dezember 1908 in Thames Ditton; † 5. Juni 1992 in Southport, Queensland, Australien), britischer Schauspieler
- Douglas Reeman (* 1924 in Thames Ditton; † 23. Januar 2017), britischer Autor, bekannt für Seekriegsromane (teilweise unter dem Pseudonym Alexander Kent)
- Pat Moss (* 27. Dezember 1934 in Thames Ditton; † 14. Oktober 2008 in Tring), britische Rallyefahrerin
- Jimmy Floyd Hasselbaink (* 27. März 1972 in Paramaribo, Suriname), ehemaliger niederländischer Fußballspieler, lebte in Thames Ditton während seiner Profilaufbahn beim FC Chelsea (2000–2004)
- Ronan Keating (* 3. März 1977 in Dublin), irischer Popsänger (Boyzone), lebte zu Beginn seiner Karriere in Thames Ditton
- Keira Knightley (* 26. März 1985 in Teddington, London), britische Schauspielerin, Absolventin des Esher Colleges